# Adriaan Fokker
Adriaan Daniël Fokker (pronunciación en neerlandés: /ˈaːdrijaːn ˈdaːnijɛl ˈfɔkər/; 17 de agosto de 1887-24 de septiembre de1972) fue un físico y músico neerlandés. Fue el inventor del órgano Fokker, un órgano de 31 tonos con temperamento igual (31-TET).

## Vida y obra
Adriaan Daniël Fokker nació el 17 de agosto de 1887 en Buitenzorg, Indias Orientales Holandesas (ahora Bogor, Indonesia). Era primo del ingeniero aeronáutico Anthony Fokker.
Estudió ingeniería de minas en la Universidad Tecnológica de Delft y física en la Universidad de Leiden con Hendrik Lorentz, donde obtuvo su doctorado en 1913. Continuó sus estudios con Albert Einstein, Ernest Rutherford y William Bragg. En su tesis de 1913, derivó la ecuación de Fokker-Planck junto con Max Planck. Después de su servicio militar durante la Primera Guerra Mundial, regresó a Leiden como asistente de Lorentz y Ehrenfest. Fokker se convirtió en profesor de física en el Gimnasio de Delft después de 1918 y fue designado en 1923 como el primer profesor de Física Aplicada en la Technische Hoogeschool Delft (hoy Universidad Tecnológica de Delft). En 1928, Fokker sucedió a Hendrik Lorentz como director de investigación en el Museo Teylers de Haarlem.
Fokker hizo varias contribuciones a la relatividad especial y algunas contribuciones menos conocidas a la relatividad general, particularmente en el área de la precesión geodésica, los fenómenos de precesión de un giroscopio en caída libre en un campo gravitacional.
Fokker comenzó a estudiar teoría musical durante la Segunda Guerra Mundial, cuando se cerró la Universidad de Leiden; en parte, esto se debió al deseo de convencer a los nazis de que no sería útil para el esfuerzo bélico, y en parte fue una respuesta a la lectura de la obra de Christiaan Huygens sobre el temperamento igualitario.
En 1938, Fokker, junto con Dirk Coster y Otto Hahn, ayudaron a la física de origen judío Lise Meitner a escapar de Austria a los Países Bajos. «Fokker y Coster sabían que los puestos universitarios prácticamente no estaban disponibles para los extranjeros. Sin embargo, el espacio de laboratorio no fue un problema, ni en Groningen ni en Haarlem. "Quizás podamos recurrir a colegas para que aporten contribuciones periódicas", sugirió Coster. Fokker se fijó una meta de 20.000 francos suizos, suficiente para apoyar a Meitner durante cinco años, e inmediatamente comenzó a ponerse en contacto con sus colegas para obtener consejos y donaciones». No tuvieron éxito en obtener fondos, pero Fokker logró obtener el permiso oficial para que Meitner se fuera, aunque no pudo telegrafiarle eso debido al secreto. Escapó apenas a tiempo para evadir el arresto.
En consecuencia, el año 1942 marcó un punto de inflexión en su vida; después de eso, escribió muchas piezas en 31-igual, que se destacan por usar el séptimo armónico como intervalo consonante (31-igual tiene una aproximación mucho mejor del séptimo armónico que el omnipresente 12-igual). También hizo contribuciones notables a la teoría musical, como el bloque de periodicidad de Fokker.
En 1949 se convirtió en miembro de la Real Academia de Artes y Ciencias de los Países Bajos.
Murió el 24 de septiembre de 1972, a la edad de 85 años, en Beekbergen, cerca de Apeldoorn.

### Instrumentos musicales

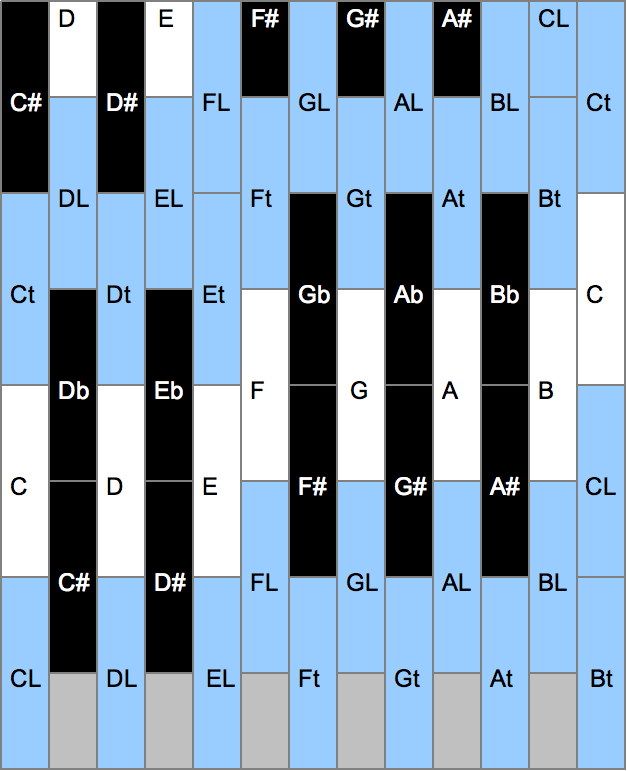
Representación esquemática del teclado microtonal de Fokker para un órgano de tubos 31EDO (órgano Fokker) con dos manuales y pedal, construido por él.

Fokker diseñó y construyó varios instrumentos de teclado capaces de tocar escalas microtonales a través de un teclado generalizado. El más conocido de ellos es su órgano de temperamento igual de 31 tonos, que se instaló en el Museo de Teyler en Haarlem en 1951. Se le llama comúnmente órgano de Fokker. El órgano Fokker es actualmente propiedad de la Fundación Huygens-Fokker y se trasladó al Bamzaal en Muziekgebouw aan 't IJ. Regularmente se llevan a cabo conciertos de este instrumento en el Bamzaal.